# Andrew Morton
Andrew Keith Paul Morton (* 1959 v Anglii) je australský programátor, vývojář linuxového jádra. Udržuje patchset známý jako mm tree, který obsahuje nedostatečně testované změny, které by později mohly být přidány do oficiálního jádra spravovaného Linusem Torvaldsem.
Na konci 80. let byl jedním z partnerů společnosti v Sydney, která produkovala počítačové kity Applix 1616, dále byl také hardwarovým inženýrem pro dnes již neexistující australskou dílnu herních výrobků Keno Computer Systems. Získal titul honours degree v oboru elektroinženýrství na University of New South Wales v Austrálii.
V roce 2001 se Andrew Morton a jeho rodina přestěhovali z Wollongong, New South Wales do Palo Alto v Kalifornii.
V červenci 2003 se Morton přidal k Open Source Development Labs. V srpnu 2006 byl zaměstnán firmou Google.